# Cansignorio della Scala
Cansignorio della Scala (5 de marzo de 1340 - 19 de octubre de 1375) fue señor Scaligeri de Verona desde 1359 hasta 1375, inicialmente gobernando junto con su hermano Pablo Alboino (1359-1365).

## Biografía
Heredó el señorío de Verona a la muerte de su padre Mastino II, junto con sus hermanos Cangrande II y Pablo Alboino. Sin embargo, Cangrande tomó las riendas. Cansignorio conspiró contra su tiranía y, tras asesinarlo, logró entrar en la ciudad en 1359 con la ayuda de los Carraresi de Padua.
Antes de morir en 1375, mandó asesinar a su hermano Pablo Alboino (en prisión desde 1365) para ceder la sucesión a sus hijos ilegítimos Bartolomeo II y Antonio I. Sin embargo, estos últimos se vieron obligados por la bancarrota de la ciudad a aceptar el protectorado de Bernabé Visconti.

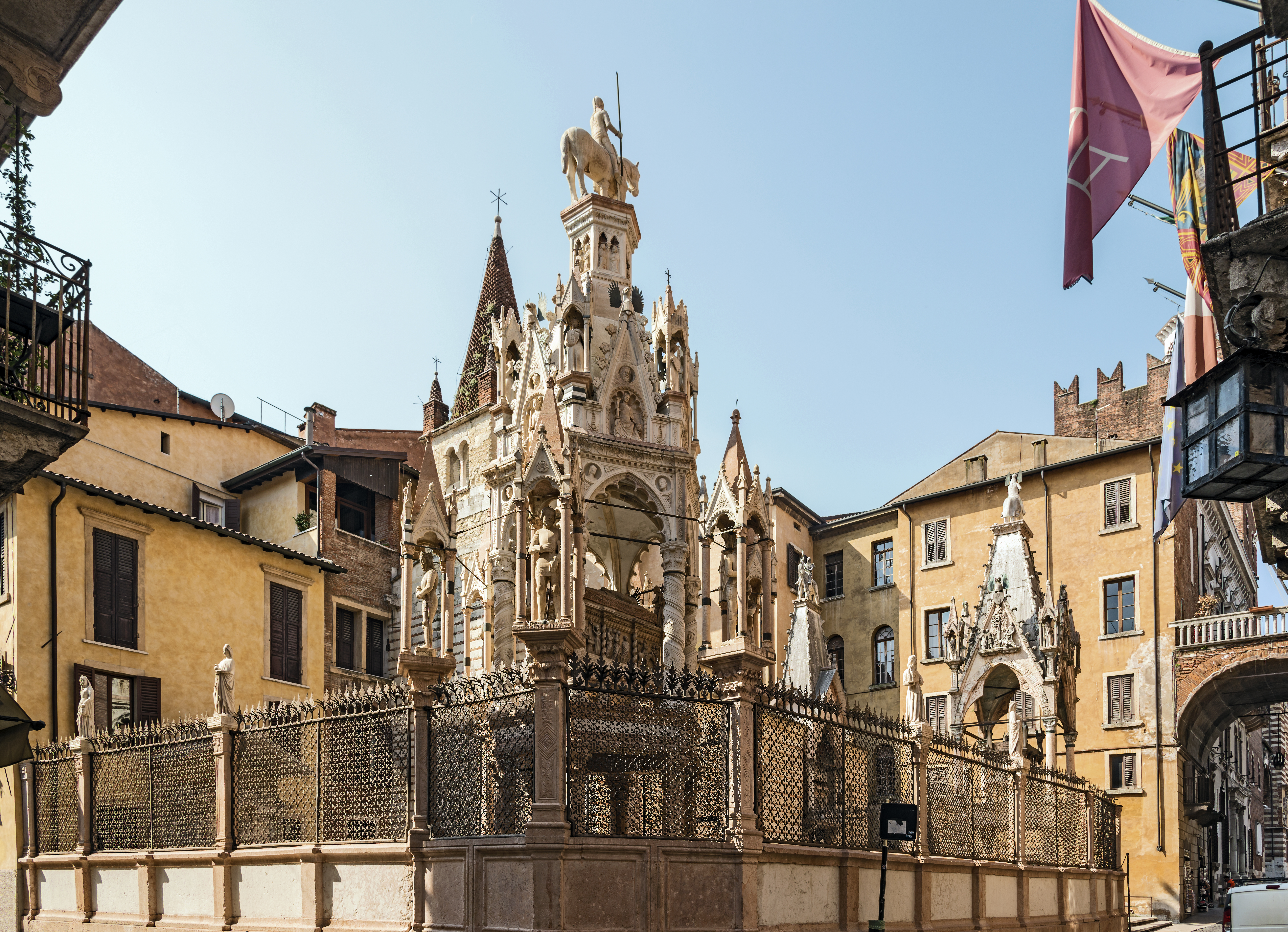
Monumento funerario de Cansignorio della Scala.

A pesar de su carácter despiadado, Cansignorio gobernó Verona con bastante moderación y la enriqueció con numerosas construcciones, entre ellas el primer puente de mampostería sobre el Adigio desde el Ponte Pietra y la primera torre de vigilancia de Italia, la Torre Gardello. La tumba de Cansignorio es una de las notables tumbas góticas de Scaligeri en el patio de Santa Maria Antica de Verona.

## Matrimonio e hijos
Cansignorio se casó con Inés de Durazzo, segunda hija de Carlos, duque de Durazzo, y María de Calabria. Inés era hermana menor de Juana, duquesa de Durazzo, y hermana mayor de Margarita de Durazzo, reina consorte de Carlos III de Nápoles. 
Su matrimonio no tuvo descendencia. Cansignorio tuvo tres hijos conocidos, todos ilegítimos. Su hija Lucía della Scala se casó primero con Cortesia Serego y luego con Bernardino II da Polenta, de la familia gobernante de Rávena. Sus hijos Bartolomeo II y Antonio I le sucederían como Señores de Verona.

## Sucesión
| Predecesor: Cangrande II della Scala (1351-1359) | Señor de Verona y Vicenza 1359 - 1375 | Sucesor: Bartolomeo II della Scala (1375-1381) Antonio I della Scala (1375-1387) |

- Datos: Q321854
- Multimedia: Cansignorio della Scala / Q321854